# Julia Chinn
Julia Chinn (c. 1790 – juillet 1833) est une directrice de plantation américaine et une esclave de « race métisse » (un octoronne d'ascendance européenne pour sept huitièmes et un huitième africaine), qui est l'épouse de fait du neuvième vice-président des États-Unis, Richard Mentor Johnson.

## Jeunesse
Chinn est née dans le comté de Scott, Kentucky, d'une femme asservie par la famille Johnson. Sa date de naissance exacte est inconnue, selon l'historienne Amrita Myers, mais la tradition de la famille Johnson la situe en 1790. Cependant, Myers rapporte également que « d'anciens esclaves des Johnson disent que Julia n'avait que quinze ou seize ans lorsque sa première fille est née ». Cela donnerait une naissance vers 1796 ou 1797. Il est reconnu qu'elle est élevée et éduquée au domicile de son esclavagiste, Richard Mentor Johnson, par sa mère, Jemima Suggett Johnson. Selon l'historienne Christina Snyder, la tradition orale locale affirme que le nom de sa mère est Henrietta, qui est tenue en esclavage par la famille Johnson.
On sait peu de choses sur la vie de Chinn dans la maison, mais en 1811, elle et Johnson entretiennent une relation sexuelle. Les opinions personnelles de Chinn sur la relation n'ont pas survécu dans les archives historiques. Il n’est pas rare à l’époque que les esclavagistes contraignent les femmes esclaves à avoir des relations sexuelles. En 2021, le Washington Post déclare qu'« en tant qu'esclave, Chinn ne pouvait pas ne pas consentir à une relation ». Leur première fille, Adaline Chinn Johnson, naît en 1812 suivie quelques années plus tard de leur deuxième fille, Imogene Chinn Johnson. En vertu de la loi de l'époque, le mariage interracial est interdit et Johnson n'est pas tenu de reconnaître sa responsabilité envers ses enfants et ceux de Chinn. Il insiste néanmoins pour que ses filles portent son nom de famille. Il insiste également pour qu'elles soient scolarisés à la Choctaw Academy qu'il a créée. En 1815, le père de Johnson meurt et il hérite légalement de Chinn, qu'il traite extérieurement comme son épouse, ce qui est atypique pour l'époque.

## Blue Spring Farm
Johnson représente le Kentucky à la Chambre des représentants, ce qui signifie de nombreuses absences de son domicile et des entreprises situées sur sa propriété. Pendant son absence, Chinn est responsable non seulement de la maison, mais de toute la plantation. Elle gère toutes les affaires commerciales et les ouvriers de la propriété doivent lui obéir « un acte très inhabituel puisqu'elle est une esclave » sous l'ordre de Johnson. Des lettres de Johnson montrent qu'il a demande à ses employés blancs d'obéir à Chinn par écrit.
Il est clair que si Johnson est propriétaire de la plantation Blue Springs, c'est Chinn qui est responsable de son administration. Cela comprend la supervision des ouvriers réduits en esclavage, la surveillance de la maison et du jardin, de la taverne, de leur ferme, des moulins, ainsi que la planification des divertissements et de l'hospitalité, qui font partie de la vie politique de son mari. Elle est également chargée d'assurer l'éducation de leurs enfants,. Concernant les divertissements, elle joue du piano.
Chinn est responsable des budgets et des lignes de crédit du domaine et travaille essentiellement en tant que gestionnaire, en plus de son rôle d'épouse. Elle est reconnue comme une utilisatrice autorisée de ses comptes, établissant des lignes de crédit pour payer des marchandises en son nom. Elle est responsable de l’argent que Johnson retire chaque année avant de partir pour Washington pour sa carrière politique. Cet argent sert à payer les salariés blancs du domaine, y compris les enseignants de la Chocktaw Academy. En tant qu'esclave, cette relation monétaire en particulier la connecte au monde du commerce d'une manière inhabituelle pour une personne de son sexe et de son origine à l'époque. Grâce à son rôle de directrice de plantation, Chinn peut également améliorer la vie de sa famille élargie : son frère Daniel et ses fils travaillent dans la maison. Néanmoins, leur sécurité ne peut être garantie et, en 1821, Johnson hypothèque Daniel et sa femme afin de réunir des fonds pour payer leurs dettes.
Tout le monde dans la plantation n'apprécie pas la supervision de Chinn : un historien rapporte que lorsqu'elle est aux commandes, de nombreux ouvriers des champs réduits en esclavage ne viennent pas travailler ou refusent leurs tâches et que lorsqu'elle demande à ses voisins masculins de punir les hommes rebelles, aucun n'accepte.

## Choctaw Academy
En 1825, Johnson ouvre une école pour garçons amérindiens, dans sa plantation de Blue Springs. Chinn s'occupe de la gestion de l'école et du paiement de ses enseignants pendant l'absence de Johnson et sert également d'infirmière.

## Dernières années
En 1833, il y a une épidémie de choléra à la Choctaw Academy. Chinn soigne de nombreux garçons avant de finalement contracter la maladie et en mourir en juillet 1833,. L'emplacement de sa tombe est inconnu.
Au moment de la mort de Chinn, leurs filles — en tant qu'enfants d'une femme esclave — sont techniquement les esclaves de son mari. Bien qu'il n'ait jamais libéré Chinn, il libère néanmoins leur fille survivante.

## Héritage

« Une scène émouvante au Kentucky » – caricature raciste de Henry R. Robinson représentant Johnson, Chinn et leurs filles dans laquelle les caractéristiques raciales des femmes sont surestimées.

Tout au long de sa vie, Chinn remplit le rôle traditionnel d’épouse d’un homme politique. Lorsque le marquis de Lafayette visite la plantation, Chinn aide à organiser des divertissements en son honneur, à la fois dans la plantation et dans tout le comté. Cela implique un haut degré d'organisation, tant pour les biens dont elle est responsable que pour la gestion des relations avec la société politique blanche de la communauté.
La carrière de Johnson au Sénat se termine en 1828 lorsqu'il n'est pas réélu à son siège pour le Kentucky. Il est éliminé de la liste des candidats à la vice-présidence lors de la campagne présidentielle d'Andrew Jackson, avec lequel il a espéré se présenter. Apparemment, sa relation avec Chinn contribue à cela car des craintes existent quant à son potentiel de nuire par association à la réputation du candidat présidentiel. Même si les relations sexuelles interraciales sont courantes, les relations interraciales doivent rester cachées — ce qui n'est pas le cas ici.
Après la mort de Chinn, Johnson se présente à la vice-présidence aux côtés du huitième président, Martin Van Buren, et est élu. Cependant, au cours de la campagne, de nombreux dessins animés[Quoi ?] et journaux sont publiés dénigrant Johnson en raison de ses relations avec Chinn et leurs deux filles. Dans un dessin daté de 1836, Johnson est représenté avec ses deux filles, dont l'une tient une photo de Chinn et l'une des légendes dit : « Quand j'ai lu les attaques calomnieuses dans les journaux contre la mère de mes enfants, pardonnez-moi, mon amie si je cède aux sentiments ! ! ! Mes chères Filles, apportez-moi la photo de votre Mère, afin que je puisse la montrer à mes amis ici. ». Dans le dessin, la couleur de la peau de Chinn et de ses filles est délibérément obscurcie. Chinn n'aurait eu qu'un seul parent noir, un arrière-grand-parent, et il est probable que sa peau était beaucoup plus pâle que celle représentée dans le dessin. De même, « l’altérité » est suggérée dans le dessin en la représentant portant un turban.

## Historiographie
Il ne reste aucun document écrit par Chinn ou ses deux filles. L'historienne Amrita Myers estime que les frères de Johnson ont détruit une grande partie de ses archives après sa mort pour deux raisons : premièrement, afin de pouvoir déshériter ses filles, qu'il a désignées comme bénéficiaires dans son testament ; deuxièmement, parce qu’ils avaient honte de sa relation avec Chinn.
En 2020, des discussions sont soulevées dans le comté de Johnson, dans l'Iowa, sur la question de savoir si le comté devait être renommé, supprimant ainsi son association avec Richard Mentor Johnson. Les raisons invoquées pour le retrait comprend le meurtre par Johnson de nombreux Amérindiens au cours de batailles, y compris Tecumseh, et l'esclavage de nombreuses personnes, dont Chinn.

## Littérature
Chinn et son mari, Richard Mentor Johnson, font l'objet du roman Great Crossing de Judalon de Bornay.
L'University of North Carolina Press prévoit la publication en octobre 2023 d'une biographie, The Vice President's Black Wife: The Untold Life of Julia Chinn, de l'historienne Amrita Chakrabarti Myers.